# Amanda Tenfjord
Amanda Klara Georgiadis (Grieks: Αμάντα Κλάρα Γεωργιάδης; Ioannina, 9 januari 1997), beter bekend onder haar artiestennaam Amanda Tenfjord, is een Grieks-Noorse zangeres.

## Biografie
Amanda Georgiadis werd geboren in het Griekse Ioannina en verhuisde op jonge leeftijd met haar familie naar het Noorse Tennfjord. Op vijfjarige leeftijd begon ze met pianolessen. Ze zat op school met zangeres Sigrid, die haar aanspoorde om ook een carrière in de muziekindustrie te starten. Haar artiestennaam is een verwijzing naar het dorp waar ze opgroeide. In 2014 bracht ze haar eerste single uit. In 2016 nam ze deel aan een Noorse talentenjacht, en in 2018 ging ze op tournee met de band Highasakite.
Eind 2021 werd ze door de Griekse openbare omroep intern geselecteerd om Griekenland te vertegenwoordigen op het Eurovisiesongfestival 2022 in het Italiaanse Turijn. Met het nummer Die Together behaalde de zangeres een achtste plaats. 
1974: Marinella · 
1976: Mariza Koch · 
1977: Pascalis, Marianna, Robert & Bessy · 
1978: Tania Tsanaklidou · 
1979: Elpida · 
1980: Anna Vissi & Epikouri · 
1981: Yiannis Dimitras · 
1983: Kristi Stassinopoulou · 
1985: Takis Biniaris · 
1987: Bang · 
1988: Afroditi Frida · 
1989: Mariana Efstratiou · 
1990: Christos Callow & Wave · 
1991: Sophia Vossou · 
1992: Cleopatra · 
1993: Katerina Garbi · 
1994: Kostas Bigalis & The Sea Lovers · 
1995: Elina Konstantopoulou · 
1996: Mariana Efstratiou · 
1997: Marianna Zorba · 
1998: Thalassa · 
2001: Antique · 
2002: Michalis Rakintzis · 
2003: Mando · 
2004: Sakis Rouvas · 
2005: Elena Paparizou · 
2006: Anna Vissi · 
2007: Sarbel · 
2008: Kalomira · 
2009: Sakis Rouvas · 
2010: Giorgos Alkaios & Friends · 
2011: Loukas Giorkas feat. Stereo Mike · 
2012: Eleftheria Eleftheriou · 
2013: Koza Mostra feat. Agathonas Iakovidis · 
2014: Freaky Fortune feat. RiskyKidd · 
2015: Maria Elena Kiriakou · 
2016: Argo · 
2017: Demy · 
2018: Gianna Terzi · 
2019: Katerine Duska · 
2021: Stefania · 
2022: Amanda Tenfjord · 
2023: Victor Vernicos · 
2024: Marina Satti · 
2025: Klavdia